# Odet de Cominges

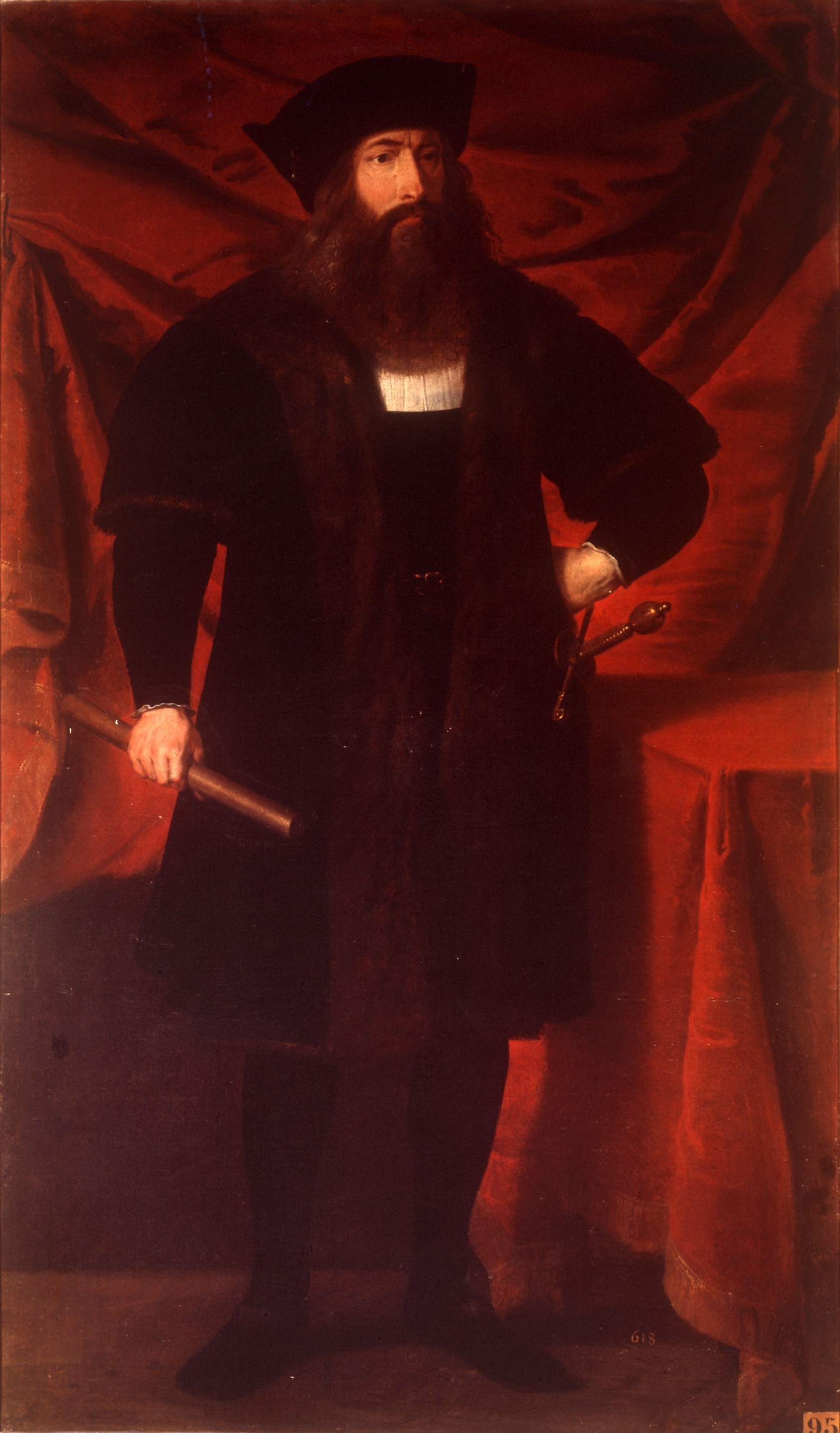
Odet de Cominges. obra anónima de la escuela flamenca del. (Palacio del Senado de España).

Odet de Cominges (1485 - Nápoles, 15 de agosto de 1528), conde de Cominges, vizconde de Lautrec y vizconde de Vilamur, que sucedió en 1494 a su padre Juan II de Lautrec.

## Biografía
Nació en 1485. Se casó con Carlota de Albret-Rethel, condesa de Rethel y de Beaufort, que le asoció en el gobierno de sus estados. De este enlace nacieron cuatro hijos:
- Enrique, conde de Cominges, fallecido en 1540
- Odet Gaston
- Claudia, casada con Guy XVI conde de Laval, y en segundas nupcias con Carlos III de Luxemburgo, vizconde de La Martegue.
- Francisco, fallecido joven.

En 1502 fue confirmada la incorporación del condado de Cominges a la corona como antes había ocurrido con Lautrec y Vilamur (Odet llevaba el título pero no tenía la posesión). Se destacó como militar, ayudando probablemente en su ascenso el que su hermana Francisca, esposa del conde de Chateaubriand, fuera amante del rey Francisco I de Francia.
Participó en la campaña francesa en Génova, ocupándola el 27 de abril de 1507 donde fue herido. En 1515 fue nombrado gobernador de Guyena y acompañó a Francisco I a Italia distinguiéndose en la batalla de Marignano. En 1516 se le concedió el gobierno del Milanesado donde sucedió al condestable de Borbón. En 1521 combatió en Italia contra los españoles y en el año siguiente perdió la batalla de Bicocca. En 1523 fue nombrado gobernador de Languedoc y ascendió a mariscal de Francia. Participó en la batalla de Pavía en 1525. En 1527 asumió el mando del ejército francés en Italia ocupando parte del Milanesado. Más tarde penetró en Nápoles y murió de la peste durante el sitio de la ciudad el 15 de agosto de 1528